# 191型5.8mm自動歩槍

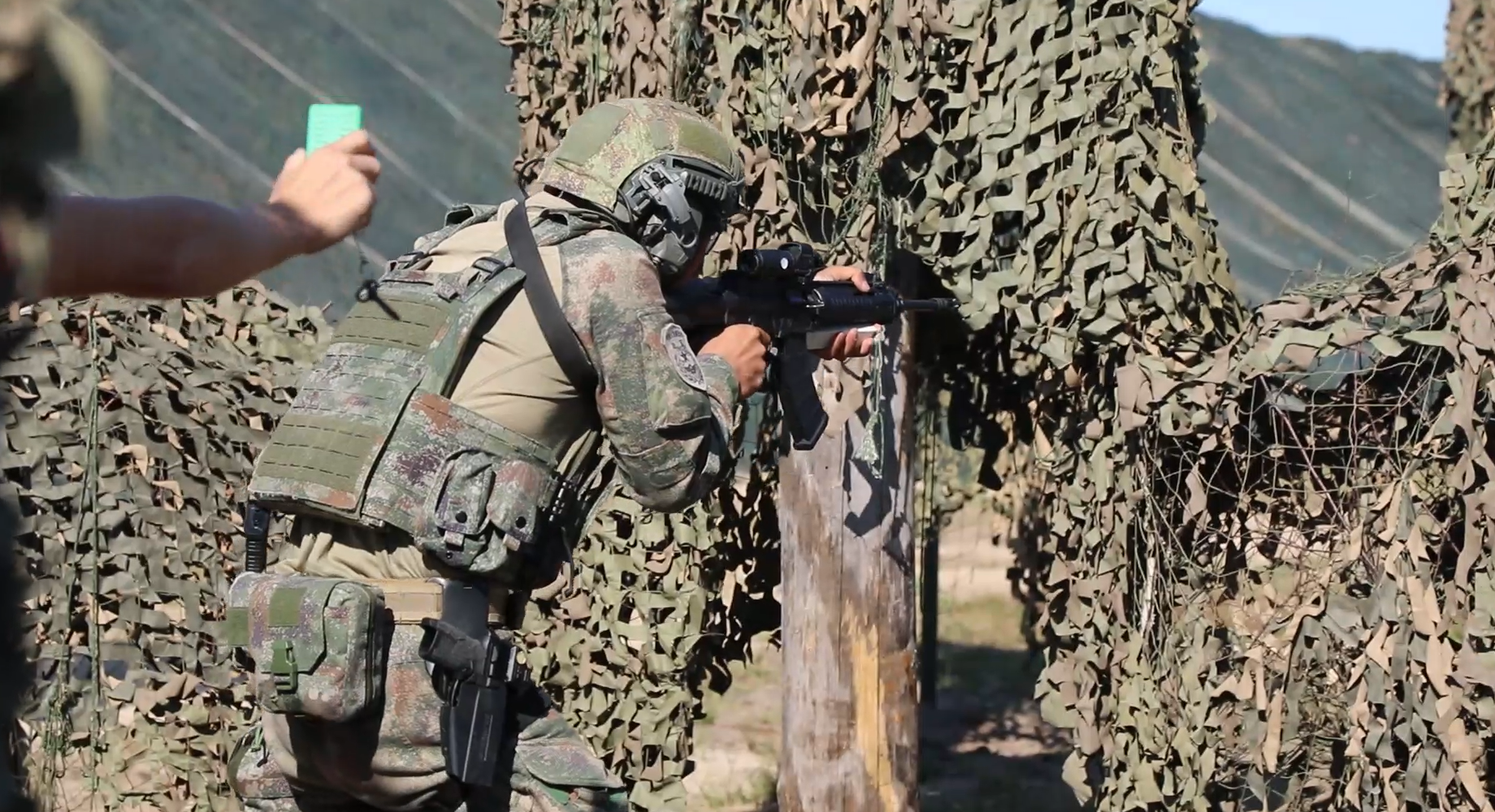
ロシア軍が開催したInternational Army Gamesの実用射撃競技で191型自動歩槍を使用する人民解放軍の兵士

191型5.8mm自動歩槍（191型5.8毫米自动步枪、英: QBZ191もしくはType 191 Assault Rifle）は、中国が2019年に制式採用したアサルトライフルである。年産10万丁で、2024年現在の総生産数は50万丁を超えている。
2019年の中国建国70周年軍事パレードでにおいて最初に披露され、本銃を掲げた兵士が行進した。

## 概要
前身の95式自動歩槍のようなブルパップ方式ではなく小銃としては一般的な形態であるが、人間工学を改善し、アンビ（左右両用）仕様の操作部材を採用し、多様な環境下で信頼性の向上を図っている。
制式名称に関しては2012年に新しく制定された中国人民解放軍装備命名規定により、旧来の「(採用年の西暦下2桁)式(装備分類)」から「(採用年の西暦下2桁+同じ装備分類でその年の採用順)型(装備分類)」という表記に変更されており、本銃の場合は「2019年の1番目に採用された歩兵用5.8mm口径自動小銃」という意味になる。
折り畳み式のバックアップアイアンサイトに挟まれるようにして機関部からハンドガードにかけての上面にピカティニー・レールを標準装備し、新型のQMK152またはQMK171A 3倍光学照準器やサーマルサイト等を搭載できる。マークスマンライフル仕様では、QMK191 4-15倍スナイパースコープやIR5118デジタル暗視・サーマルスコープも装備できる。
アッパー・ロワー共にレシーバーはアルミ合金製であるのに対し、ハンドガード、ピストルグリップおよび伸縮ストックはポリマー製である。ハンドガードには、左右側面および下面に追加の小型ピカティニーレールをネジ止めでき、タクティカルライト、フォアグリップや二脚を装着できる。チャージングハンドルは本体右側、ボルトリリースは本体左側にある。マガジンは、AKシリーズのようにまずマガジンリップ前端を引っかけてから後端をはめ込む（中国語: 「前挂后卡」、英語: "rock-and-lock"）必要がある。機関部にはロータリーボルトおよびガス圧ショートストロークピストン作動方式を採用している。用途によってバレル長とハンドガード長を変更することができる設計であり、2019年の閲兵式では車両乗員が短銃身のカービンモデルを携行している姿も見られた。
人間工学的な改善も特徴であり、ストックは4段階に調整可能、セレクターはアンビ仕様、そしてマガジンリリースレバーも再装填の高速化や手袋を付けた際の操作性向上を図るため延長されている。マガジンはポリマー製で、掴みやすいよう表面加工が改善され、透明パーツの使用により残弾数を直接視認できるようになった。銃剣やサプレッサーの装着も可能である。
中国メディアによれば、本銃は、中国独自の小口径高速弾である5.8×42mmの新型弾薬であるDBP191を採用することにより中長距離における弾道特性を改善したとのことである。後述のように、通常型、短銃身仕様のカービン型およびロングバレルのマークスマンライフル型がある。フルオート射撃時の射撃レートは毎分750発であり、これはフルオート能力を残されているマークスマンライフル型でも変わらないため、ドラムマガジンを使用することで分隊支援火器にも転用可能である。

## 歴史
2014年、中国当局が従来型デザインの新型小銃の開発のため競作を開始した。2016年から2017年にかけて数種類のプロトタイプの存在がリークされた。
95式自動歩槍と同じ中国南方工業集団の重慶建設工業有限責任公司が本銃の開発元となった。本銃は"单兵综合作战系统"と呼ばれる先進歩兵システムの一部分をなすとされる。

## バリエーション
QBZ191
標準モデル。
QBZ192
カービンモデル。
QBU191
マークスマンモデル。有効射程800メートルで、精度向上型のヘビーフローティングバレル、30発マガジンおよびQMK191型可変倍率スコープ（4-15倍）を装備する。フルオート射撃機能も残されており、制圧射撃に用いることもできる。

## 採用国
タイ
- 特殊作戦部隊向けに5.56mm口径バージョンを調達[14]

 中国
- 中国人民解放軍
- 中国人民武装警察部隊

## 登場作品

### ゲーム
『PAYDAY 3』
「Northwest B-9」の名称で登場。
ゲーム内では「中国製なので、クオリティは保証されている」等と説明文で紹介されている。
『コール オブ デューティ モバイル』
「Type19」の名称で登場。
COD:Mobileでは初のモバイルオリジナルの武器で本家codシリーズには一切存在しない銃。
『ドールズフロントライン2：エクシリウム』
「191式」の名称で登場。
本シリーズはキャラクターごとに特定の銃器と相性が良いという設定があり、本銃は「瓊玖(けいきゅう)」と相性が良い銃とされている。
また、本銃のカスタムタイプとして「金石奏」という名称の銃が登場する。